# Alexandre Baréty
Pour les articles homonymes, voir Baréty.
Compléments
Père de Léon Baréty et grand-père de Jean-Paul Baréty
Alexandre Baréty, né le 22 mai 1844 à Puget-Théniers (alors province de Nice du royaume de Sardaigne) et mort le 28 février 1918 à Nice (Alpes-Maritimes, France), est un médecin, historien et homme politique français.

## Biographie
Issu d'une famille originaire de Guillaumes, il poursuit de brillantes études secondaires à Nice avant d'entamer des études de médecine à Paris. Premier Niçois reçu interne des hôpitaux de Paris en 1869, il soutient une thèse remarquée en 1874 (médaille d'argent de la Faculté de Médecine de Paris, Prix Châteauvillard). La guerre de 1870 interrompant son internat, il est aide-major à l’hôpital Saint-Martin pendant le siège de Paris.
Puis il revient s'installer à Nice pour y devenir un praticien de renom. Il est conseiller municipal de la ville de Nice de 1878 à 1881, conseiller général des Alpes-Maritimes de 1880 à 1904 (dont plusieurs années vice-président de cette assemblée départementale), puis un temps maire de Puget-Théniers.
Il prend la direction de la revue Nice historique à la suite de Henri Sappia. Il est le fondateur et le premier président de l'Acadèmia Nissarda en 1904. Amateur d'art, il publie plusieurs articles historiques et archéologiques ; il s'intéresse également au magnétisme animal. Il fait édifier le Palais Baréty par l'architecte Lucien Barbet entre 1897 et 1898.
L'espace prétrachéal droit, (un espace anatomique situé dans le médiastin moyen du thorax humain), port son nom: Loge de Baréty.
Il est le père du député de la Troisième République Léon Baréty et le grand-père du député de la Cinquième République et maire de Nice Jean-Paul Baréty.
Alexandre Baréty a été inhumé au cimetière de Cimiez.

## Publications

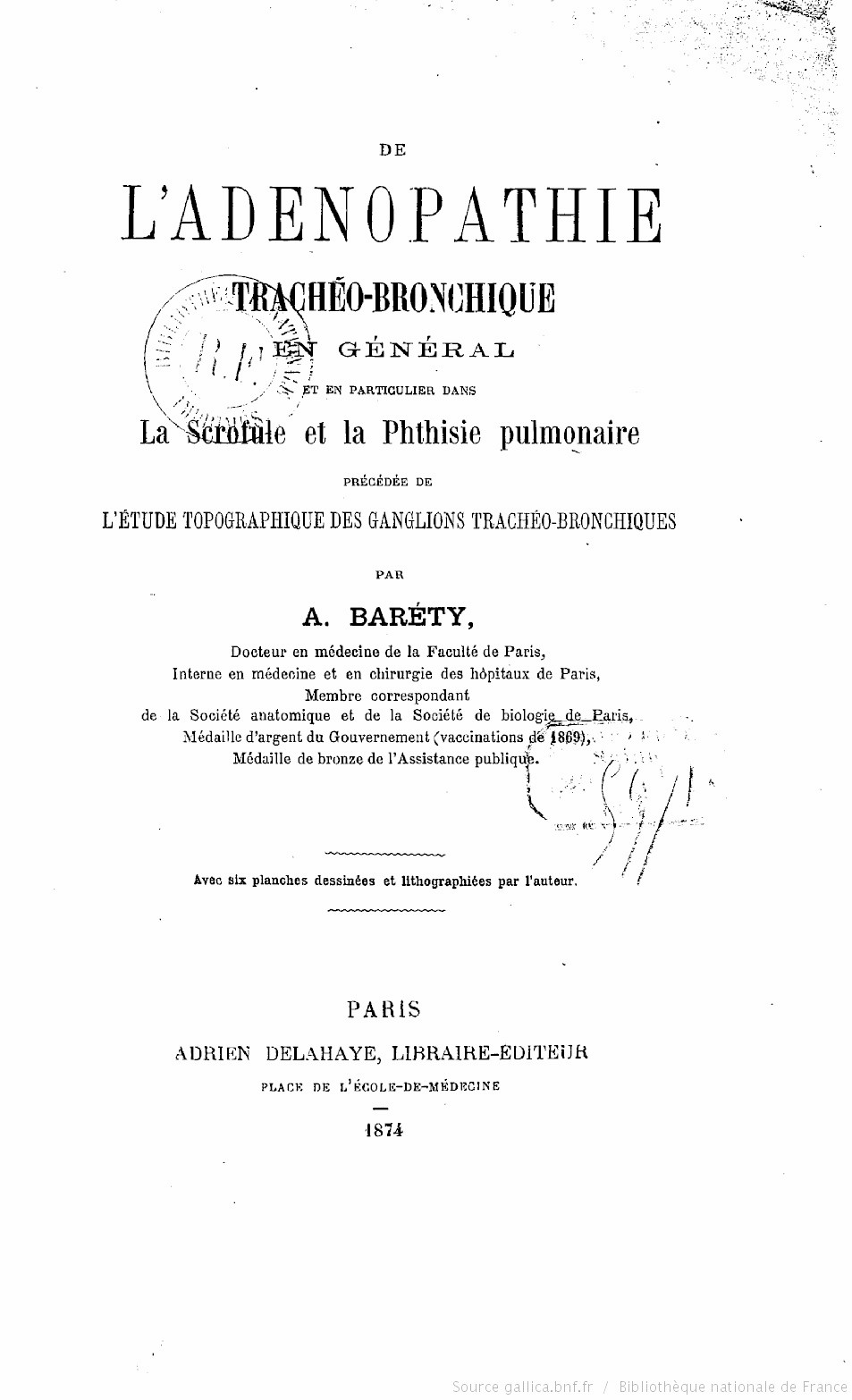
De l'Adénopathie trachéo-bronchique en général et en particulier dans la scrofule et la phtisie pulmonaire, A. Delahaye (Paris), 1874.

### Ouvrages
- De l'Adénopathie trachéo-bronchique en général et en particulier dans la scrofule et la phtisie pulmonaire, précédée de l'étude topographique des ganglions trachéo-bronchiques, A. Delahaye (Paris), 1874, lire en ligne sur Gallica.
- De quelques modifications pathologique dépendant d'hémorragies ou de ramollissements circonscrits du cerveau, A. Delahaye (Paris), 1874, lire en ligne sur Gallica.
- De la kératite eczémateuse, A. Parent,(Paris), 1874.
- Du rhumatisme articulaire aigu, de la fièvre intermittente, du délire dit analcoolique et de certaines affections de la peau en rapport avec les traumatismes, [s.n.](Nice), 1876.
- De l'infantilisme, [s.n.] (Nice), 1877.
- Quelques mots sur la topographie des organes thoraciques, imp. Cauvin-Empereur (Nice), 1878.
- De la laryngite striduleuse (faux croup), [s.n.] (Nice), 1881.
- De la laryngite striduleuse (faux-croup) considéré comme un des symptômes de l'engorgement aigu des ganglions lymphatiques trachéo-bronchiques, impr. Cauvin-Empereur (Nice), 1881.
- Des Propriétés physiques d'une force particulière du corps humain (force neurique rayonnante), connue vulgairement sous le nom de magnétisme animal, O. Doin (Paris), 1882.
- Du Climat de Nice et de ses indications et contre-indications en général, O. Doin (Paris), 1882.
- De l'action du climat de Nice dans le traitement de la phtisie pulmonaire, [s.n.] (Nice), 1882.
- Le magnétisme animal, étudié sous le nom de force neurique, rayonnante et circulante : dans ses propriétés physiques, physiologiques et thérapeutiques, Doin (Paris), 1887, lire en ligne sur Gallica.
- Titres et travaux scientifiques Impr. et lith. Malvano (Nice), 1902, Texte intégral.
- Les Fouilles du monastère de St Pons à Nice : Découverte de sarcophages du IVe siècle, imp. P. Lersch et A.-N. Emanuel (Nice), 1908.
- Vieux souvenirs. Réminiscences païennes [dans les Alpes-Maritimes], impr. de P. Lersch et P.-A. Emanuel (Nice), 1909.

### Ouvrages enn collaboration
- avec E. Bousquet et Dr Frémont, Nice en 1908, L'Éclaireur (Nice), 1908.

## Distinctions

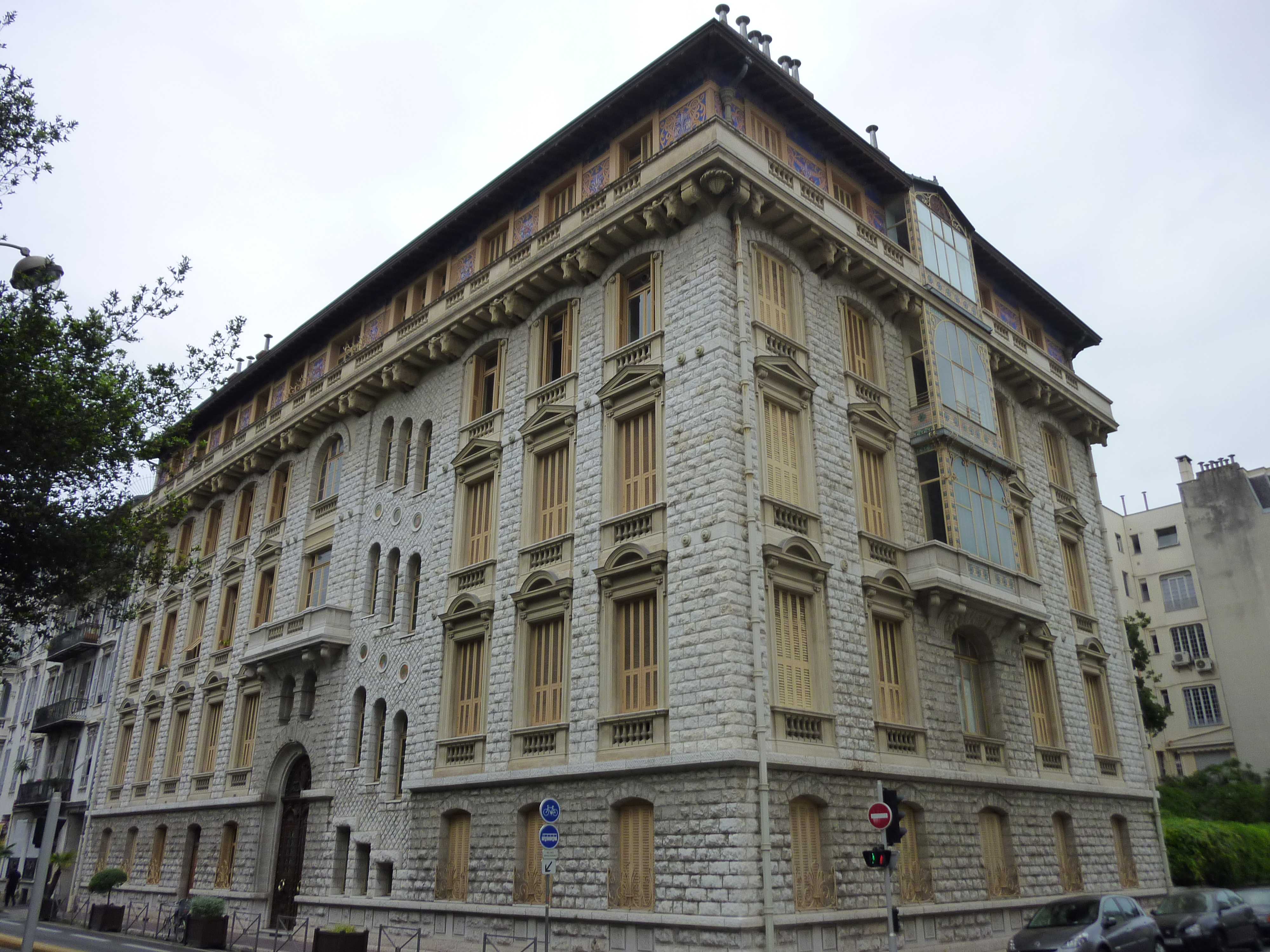
Palais Baréty situé rue du Maréchal Joffre à Nice.

- Docteur de la faculté de médecine de Paris (7 août 1874).
- Membre correspondant de la Société anatomique de Paris (1874).
- Membre correspondant national de la Société de biologie (1874).

### Décoration
- Chevalier de la Légion d'honneur  (30 août 1892)[2].